# Szentfali
Szentfali Fülek egyik városrésze. 

## Története
A városrész maga a 16. században települt be, a város szocialista átépítése nem érintette. A várban található Perényi-torony homlokzatának egy része az itt lerombolt templom homlokzatáról származik.

## Megközelítése
A belváros felől: mielőtt a vaspályát átépítették a Téglagyári utcán keresztül, utána csak Urbánkáról. Püspöki felől a Petőfi utcán át. 

## Nevezetességei
A téglagyár, itt gyűjtötték össze a helyi zsidókat, kiket vonaton a losonci gettóba szállítottak